# Sky Radio
SKY Radio (ryska: SKY Радио) är en ryskspråkig radiokanal i Estland, ägd av det estländska medieföretaget Sky Media Group. Kanalen började sända som företagets första radiokanal 6 augusti 1995 och sänds främst i de delar av Estland som har ett större antal ryskspråkiga invånare.

## FM-frekvenser
- Tallinn — 98,4 MHz
- Kohtla-Järve — 102,1 MHz
- Narva — 107,9 MHz
- Rakvere — 93,8 MHz
- Tartu — 107,2 MHz